# Acide amphimique

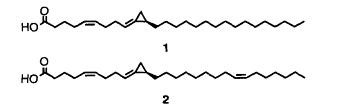
Structure des acides amphimiques appelés A (1) et B (2), ayant respectivement pour formule chimique et.

Un acide amphimique est un acide gras polyinsaturé possédant un groupe méthylènecyclopropane. Cette famille de composés biochimiques inhabituelle a été découverte dans des éponges du genre Amphimedon (en) au large des côtes australiennes,.